# イブン・バイタール

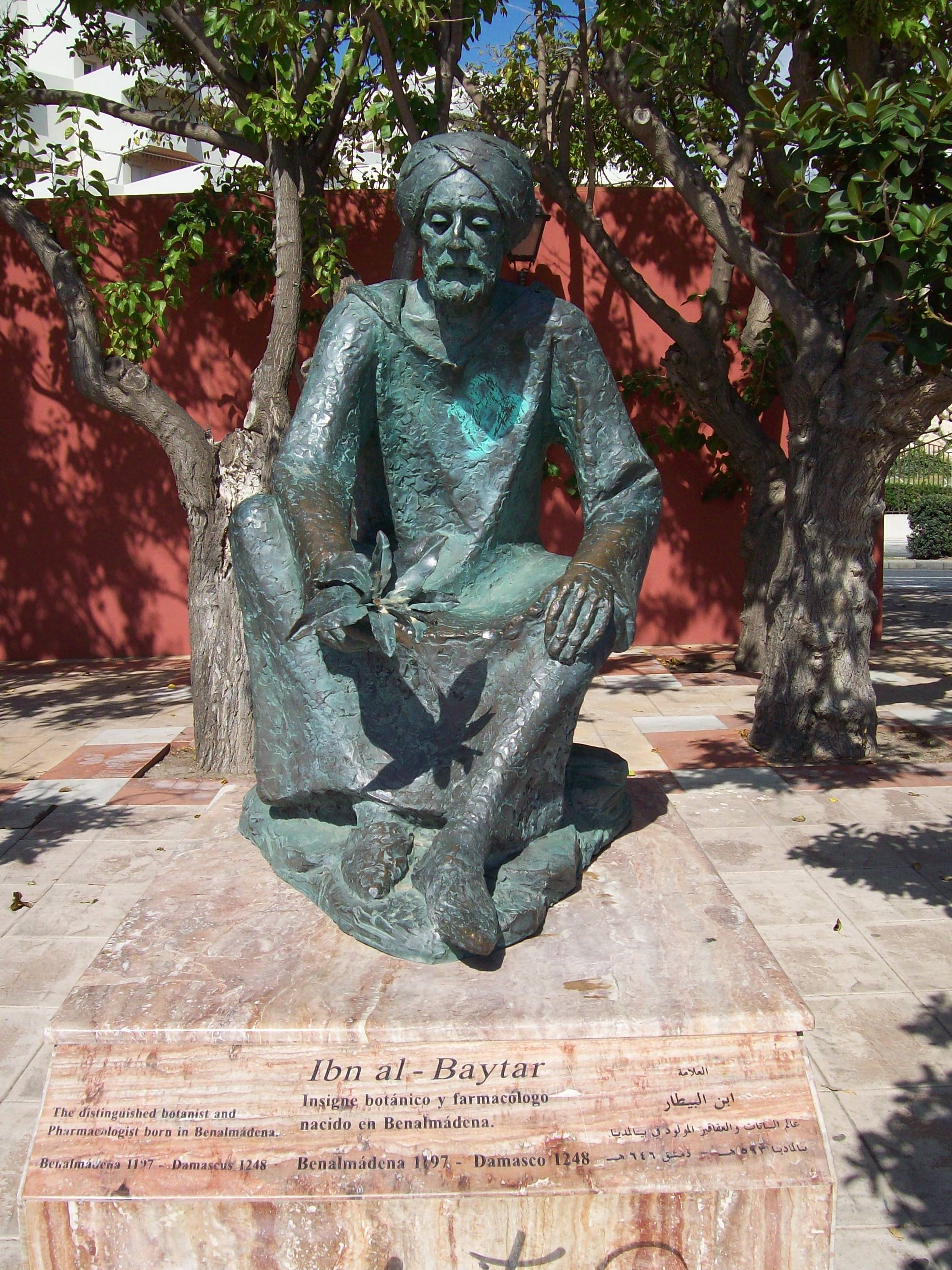
イブン・バイタール

イブン・バイタール（アラビア語: ابن البيطار, Ibn al-Bayṭār; ضياء الدين أبو محمد عبد الله بن أحمد المالقي, Diyāʾ al-Dīn Abū Muḥammad ʿAbd Allāh b. Aḥmad al-Mālaqī; 1188年 - 1248年）は、アラブの科学者、植物学者、薬剤師、医師である。アンダルス地方の最も偉大な科学者であり、「イスラーム世界の黄金時代」「ムスリムの農業改革」における最も偉大な植物学者、薬剤師とされている。

## 略歴
イブン・バイタールは12世紀の後半にスペインのマラガに生まれ、アブー・アッバース・ナバティーから植物学を学んだ。ナバティーはスペイン周辺の植物を収集していたマラガの植物学者で、近代的な科学の発展に貢献した。彼はまずはじめに検証実験を行ってから、数多くの薬物学の考察と同定を行い、実験結果や観察に基づいたものと、未確認情報とを分離して発表した。この研究方針はイブン・バイタールに引き継がれた。
1219年、イブン・バイタールは植物採取のため、故郷のマラガを離れ、トルコのアナトリア地方からはるか、北アフリカの海岸まで旅をした。彼はベジャイア、コンスタンティーヌ、チュニス、トリポリ、バルカ、アダリアをよく訪れた。
1224年、植物学者のチーフに任命されて、アイユーブ朝のスルターン・カーミルに仕えた。
1227年、カーミルはダマスカスまで支配を広げ、イブン・バイタールは彼に同行し、それはシリア地方の植物採集の好機となった。彼の植物の研究はサウジアラビアやパレスチナを含む広大な範囲に広がった。
1248年、彼はダマスクスで亡くなった。

## 主な著書
『薬と栄養全書』
イブン・バイタールの重要な著書は『薬と栄養全書』（アラビア語: كتاب الجامع لمفردات الأدوية والأغذية, Kitāb al-Jāmiʿ li-Mufradāt al-ʾAdwiya wa-l-ʾAghdhiya）である。
この本は、植物学の歴史に残る最大の編纂書の1冊と見なされ、何世紀ものあいだ植物学の権威であった。また、処方書（医薬品百科事典）でもあり、少なくとも1,400の植物や食品、医薬に関する詳細と、彼が独自に発見した300項目のリストを含んでいる。『薬と栄養全書』は1758年にラテン語に翻訳され、ヨーロッパで19世紀初頭まで使用されつづけた 。
この本はまた、150冊の古いアラビア語の文献だけでなく、20冊の古いギリシャ語の文献への参照が含まれている。
『生薬全書』
イブン・バイタールのもう1冊の重要な著書は『生薬全書』（アラビア語: كتاب المغني في الأدوية المفردة, Kitāb al-Mughnī fī al-ʾAdwiya al-Mufrada）である。この本には、頭・耳・眼などの病気と、さまざまな病気の治療のための植物に関する広範囲な彼の知識との関連が記載されており、イスラーム医学の百科事典となっている。